# Oratorium na Boże Narodzenie (Schütz)

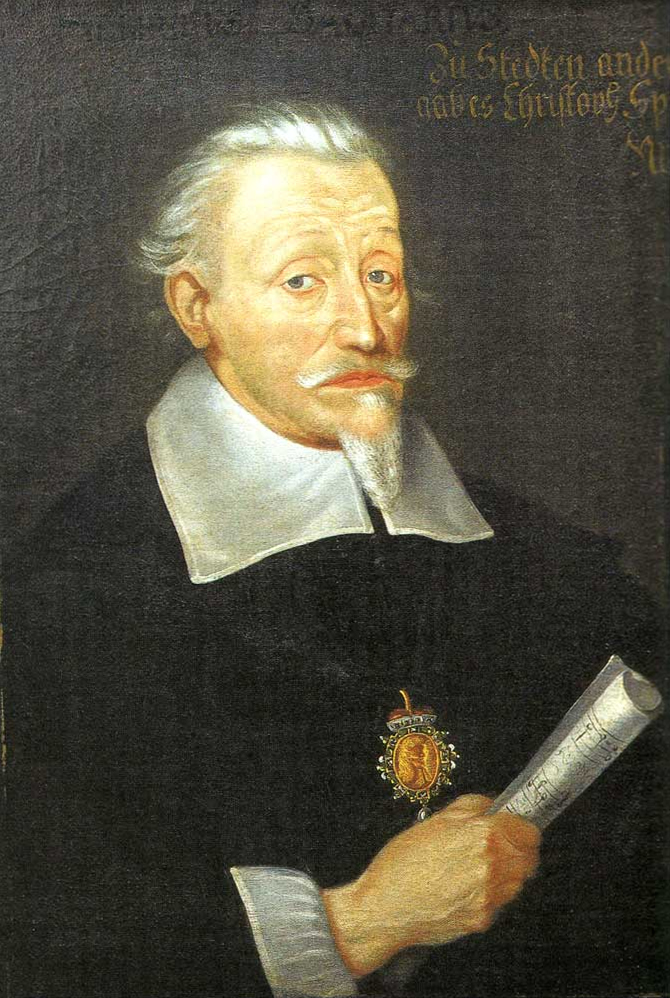
Heinrich Schütz

Oratorium na Boże Narodzenie, właśc. Historia Narodzenia Chrystusa lub krótko Historia bożonarodzeniowa – utwór wczesnobarokowego, XVII-wiecznego, niemieckiego kompozytora Heinricha Schütza, w którym fragment Ewangelii według św. Łukasza i św. Mateusza dotyczący narodzenia Jezusa został opracowany muzycznie jako część mszy świętej – czytanie Ewangelii. Dzieło zostało zaprezentowane po raz pierwszy przypuszczalnie w Dreźnie w 1660 r., a w 1664 r. częściowo opublikowane.

## Historia
Oryginalny tytuł dzieła to: Historia pełnego radości i łaski narodzenia Jezusa Chrystusa, Syna Bożego i Maryi. Schütz już wcześniej, bo w 1623 r. skomponował Historię Zmartwychwstania, gdy objął stanowisko kapelmistrza na dworze elektora Saksonii w Dreźnie. Z kolei utwór bożonarodzeniowy został prawdopodobnie wykonany po raz pierwszy w 1660 r. w kaplicy dworskiej Jana Jerzego II Wettyna w trakcie mszy na Boże Narodzenie. Autor dzieła zresztą wzmiankował o księciu elektorze w uzupełnieniu długiego tytułu: „która to na zamówienie Jana Jerzego Drugiego na głosy i instrumenty muzyczne przez Heinricha Schütza przeniesiona jest”.
Tekst utworu został zaczerpnięty niemal wyłącznie z Biblii w przekładzie Marcina Lutra z Ewangelii Łukasza (Łk, 2, 1-21) oraz Ewangelii Mateusza (Mt, 2, 1-23), a objęty został chóralnym Wprowadzeniem i Zakończeniem. Narratorem jest Ewangelista, zaś inne postaci pojawiają się w ośmiu sekcjach, które w każdym przypadku określane są jako Intermedium: anioł zwiastowania pasterzom, zastępy aniołów, pasterze, mędrcy, kapłani i uczeni w piśmie, Herod, oraz anioł, który objawił się Józefowi.
Kompozytor zgodził się w 1664 r. na publikację zawierającą recytatywy i tekst pozostałych części. W postscriptum, które przypuszczalne napisane zostało przez Aleksandra Heringa, kantora z Drezna, podano, iż Schütz uważał, że jego dzieło może zostać właściwie wykonane jedynie w „fürstlichen Kapellen” (kaplicach książęcych), niemniej oferował sprzedaż muzyki na życzenie. To pierwsze wydanie ukazało się później w tomie IX Dzieł zebranych (Sämtliche Werke), wydanych w latach 1885–1894 w Lipsku przez Philippa Spittę. W 1908 r. niemiecki muzykolog, Arnold Schering, odkrył dalsze części utworu (głosy) w bibliotece Uniwersytetu w Uppsali i opublikował je w tomie XVII dzieł.

## Obsada i muzyka
Utwór jest opracowany na głosy solowe, chór do sześciu głosów (sopran, sopran, alt, tenor, tenor, bas) i orkiestrę. Niemiecki wydawca muzyczny, Carus-Verlag, opublikował wydanie krytyczne dzieła przewidujące wykonanie przez dwoje skrzypiec, dwie viole da gamba, dwa flety proste, dwie trąbki, dwa puzony oraz basso continuo. Czas trwania utworu wynosi około 45 minut.
Ewangelista śpiewa tenorem w dramatycznym, włoskim stylu secco recytatyw. Tradycję tę Jan Sebastian Bach kontynuował w roli Ewangelisty w swoich pasjach i Oratorium na Boże Narodzenie. W stylu tym Schütz uwydatnia pojedyncze słowa i poprzez częstą modulację podkreśla dramatyzm wydarzeń. Rola anioła śpiewana jest sopranem, któremu towarzyszy dwoje skrzypiec, a flety proste akompaniują trójce pasterzy. Herodowi z kolei towarzyszą trąbki, które w kontraście do skrzypiec aniołów mają reprezentować władzę świecką.